# Liem Sioe Liong
Lim Sioe Liong ou Liem Swie Liong (林绍良), également connu sous la forme indonésienne de son nom Sudono Salim, né le 16 juillet 1916 et mort le 10 juin 2012 à 96 ans, est un homme d'affaires indonésien d'origine chinoise né à Hok Chia, dans la province chinoise du Fujian.
Liem a fondé le groupe Salim, le plus important des conglomérats d'entreprises indonésien.

## Le groupe Salim
À l'époque de Soeharto, il était considéré comme la plus grosse fortune du pays.
L'essor des entreprises de Liem a été possible grâce à ses liens privilégiés avec le président de la République Soeharto, qui remontent à la période de lutte militaire et diplomatique (1945-49) entre la proclamation de l'indépendance de l'Indonésie et la reconnaissance de sa souveraineté par les Pays-Bas.

## Sources
- (id) Biography from Tokoh Indonesia
- (en) Short feature on Forbes.com
- (en) Mirzan’s wife withdraws application for divorce